# Andrews (Caroline du Nord)
Pour les articles homonymes, voir Andrews.
Andrews est une ville américaine située dans le comté de Cherokee en Caroline du Nord.
Au recensement de 2010, sa population était de 1 781 habitants.

## Démographie
| 1910 | 1920  | 1930  | 1940  | 1950  | 1960  |
| ---- | ----- | ----- | ----- | ----- | ----- |
| 936  | 1 634 | 1 748 | 1 520 | 1 397 | 1 404 |

| 1970  | 1980  | 1990  | 2000  | 2010  | - |
| ----- | ----- | ----- | ----- | ----- | - |
| 1 384 | 1 621 | 2 551 | 1 602 | 1 781 | - |

## Source
- (en) Cet article est partiellement ou en totalité issu de l’article de Wikipédia en anglais intitulé « Andrews, North Carolina » (voir la liste des auteurs).